# Paneroa
Paneroa là một chi thực vật có hoa trong họ Cúc (Asteraceae).

## Loài
Chi Paneroa gồm các loài: